# Ryan's Hope
Ryan's Hope was een Amerikaanse soapserie die op zender ABC liep van 7 juli 1975 tot 13 januari 1989. Er verschenen 3515 episodes van een half uur.
Onderweg naar Morgen was oorspronkelijk gebaseerd op Ryan's Hope en de bedenkers van deze soap hielpen mee met de totstandkoming van deze Nederlandse soap.